# باشگاه فوتبال فیورنتینا
باشگاه فوتبال فیورنتینا (به ایتالیایی: Associazione Calcio Firenze Fiorentina) یک باشگاه فوتبال ایتالیایی در شهر فلورانس است که در سری آ رقابت می‌کند. این باشگاه در سال ۱۹۲۶ و با ادغام دو باشگاه «فیرنزه» و «لیبرتاس» تشکیل شد. 
فیورنتینا دو بار در فصل‌های ۵۶–۱۹۵۵ و ۶۹–۱۹۶۸ قهرمان سری‌آ شده‌است. آن‌ها هم‌چنین شش قهرمانی جام حذفی فوتبال ایتالیا و یک قهرمانی سوپر جام فوتبال ایتالیا را در کارنامه دارند. در رقابت های اروپایی، فیورنتینا قهرمانی جام برندگان جام اروپا در فصل ۶۱–۱۹۶۰ و نایب قهرمانی این رقابت ها در فصل ۶۲–۱۹۶۱ را در کارنامه دارد. آن‌ها هم‌چنین به فینال جام باشگاه‌های اروپا ۵۷–۱۹۵۶ راه یافتند اما در فینال مقابل رئال مادرید شکست خوردند؛ فیورنتینا هم‌چنین تا آستانه قهرمانی رقابت های جام یوفا ۹۰–۱۹۸۹ پیش رفت اما در فینال مقابل یوونتوس شکست خورد و از قهرمانی بازماند.
فیورنتینا یکی از پانزده تیم اروپایی است که در فینال هر سه رقابت بزرگ باشگاهی اروپا حضور داشته‌است: 
- جام باشگاه‌های اروپا (۵۷–۱۹۵۶، نخستین باشگاه ایتالیایی)
- جام برندگان جام اروپا ( ۶۱–۱۹۶۰ و ۶۲–۱۹۶۱)
- جام یوفا (۹۰–۱۹۸۹)

## بازیکنان مشهور
• روی کاستا
• گابریل باتیستوتا
• اشتفان افنبرگ
• آلساندرو گامبرینی
• فدریکو کیه زا
• فدریکو برناردسکی
• فرانک ریبری
• سباستین فری

## تاریخچه
اسوچیازیونه کالچو فیورنتینا در پاییز ۱۹۲۶ توسط لوئیجی ریدولفی یکی از اعضای حزب ملی فاشیست تأسیس شد.
فیورنتینا در سال ۱۹۳۱ قهرمان سری بی شد و برای اولین بار به سری آ راه یافت. در همان سال ورزشگاه آرتمیو فرانکی افتتاح شد که در آن زمان یک شاهکار مهندسی بود و افتتاح آن افتخارآمیز بود. فیورنتینا برای اینکه بتواند با بهترین تیم‌های ایتالیا رقابت کند، تیم خود را با بازیکنان جدید تقویت کرد و در اولین فصل حضور خود در سری آ به مقام چهارم دست یافت.
این تیم در سال ۱۹۴۰ برای اولین بار قهرمان کوپا ایتالیا شد.
فیورنتینا در فصل ۵۶–۱۹۵۵ برای اولین بار قهرمانی در سری آ را نیز تجربه کرد. آن‌ها با ۱۲ امتیاز بیشتر نسبت به تیم دوم یعنی آ.ث. میلان، یک قهرمانی مقتدرانه را کسب کردند. پس از این قهرمانی، فیورنتینا چهار فصل پیاپی به نایب قهرمانی سری آ رسید.
این تیم اولین تیم ایتالیایی است که به فینال جام باشگاه‌های اروپا رسیده‌است. آن‌ها در دومین دورهٔ این مسابقات، در فینال با نتیجهٔ دو بر صفر مغلوب رئال مادرید شدند.
آن‌ها در فصل ۶۱–۱۹۶۰ برای دومین بار فاتح کوپا ایتالیا شدند و در اولین دورهٔ مسابقات جام برندگان جام اروپا با غلبه بر رنجرز، اولین قهرمان این مسابقات نام گرفتند.

## افتخارات

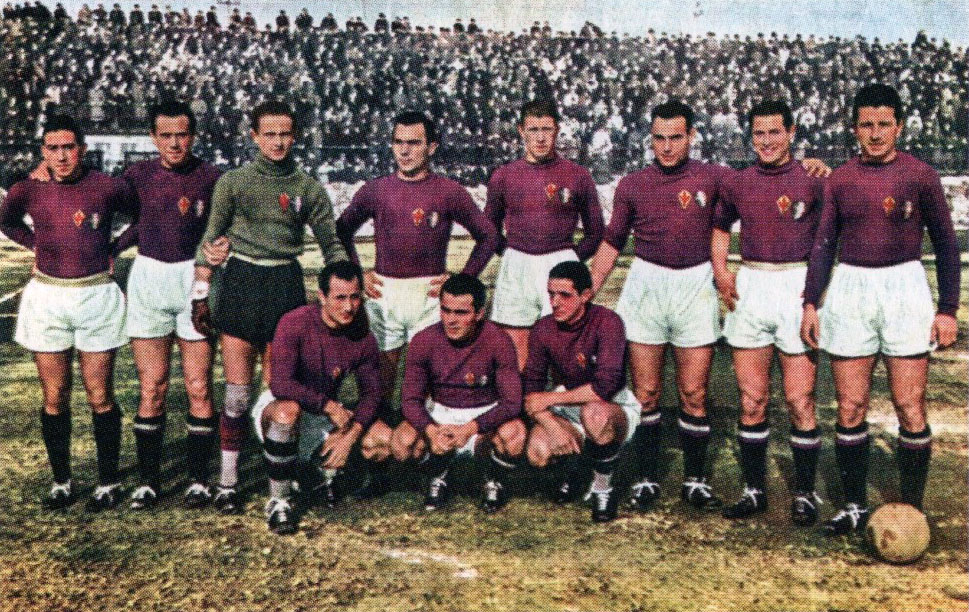
تیم فیورنتینا در فصل ۴۱–۱۹۴۰

### کشوری
سری آ:
- قهرمانی (۲): ۵۶–۱۹۵۵، ۶۹–۱۹۶۸
- نایب قهرمانی (۵): ۵۷–۱۹۵۶، ۵۸–۱۹۵۷، ۵۹–۱۹۵۸، ۶۰–۱۹۵۹، ۸۲–۱۹۸۱

سری بی:
- قهرمانی (۳): ۳۱–۱۹۳۰، ۳۹–۱۹۳۸، ۹۴–۱۹۹۳

سری سی:
- قهرمانی (۱): ۰۳–۲۰۰۲

کوپا ایتالیا:
- قهرمانی (۶): ۴۰–۱۹۳۹، ۶۱–۱۹۶۰، ۶۶–۱۹۶۵، ۷۵–۱۹۷۴، ۹۶–۱۹۹۵، ۰۱–۲۰۰۰
- نایب قهرمانی (۵): ۱۹۵۸، ۶۰–۱۹۵۹، ۹۹–۱۹۹۸، ۱۴–۲۰۱۳، ٢٠٢٢-٢٠٢٣

سوپرجام ایتالیا:
- قهرمانی (۱): ۱۹۹۶

### اروپایی
جام باشگاه‌های اروپا:
- نایب قهرمانی (۱): ۵۷–۱۹۵۶

جام یوفا:
- نایب قهرمانی (۱): ۹۰–۱۹۸۹

جام برندگان جام اروپا:
- قهرمانی (۱): ۶۱–۱۹۶۰
- نایب قهرمانی (۱): ۶۲–۱۹۶۱

لیگ کنفرانس اروپا:
نایب قهرمانی (۲): ۲۰۲۳-۲۰۲۲، ۲۰۲۴_۲۰۲۳

## تولید کننده لباس
- ۸۳–۱۹۸۱: آدیداس
- ۸۵–۱۹۸۳: J.D.Farrow's
- ۸۸–۱۹۸۳: Ennerre
- ۹۱–۱۹۸۸: Abbigliamento Sportivo
- ۹۳–۱۹۹۱: لوتو اسپرت
- ۹۵–۱۹۹۳: آل‌اشپرت
- ۹۷–۱۹۹۵: ریباک
- ۲۰۰۰–۱۹۹۷: فیلا
- ۰۱–۲۰۰۰: دیادورا
- ۰۲–۲۰۰۱: میزانو
- ۰۳–۲۰۰۲: میزانو، garman، پوما
- ۰۵–۲۰۰۳: آدیداس
- ۲۰۱۲–۲۰۰۵: لوتو اسپرت
- ۱۵–۲۰۱۲: جوما
- ۲۰۱۵–هم‌اکنون: شرکت کاپا

## بازیکنان
| شماره                 | ملیت        | نام                  | تاریخ تولد      | تاریخ عقد قرارداد | مهلت قرارداد |             |
| دروازه‌بان‌ها           | دروازه‌بان‌ها | دروازه‌بان‌ها          | دروازه‌بان‌ها     | دروازه‌بان‌ها       | دروازه‌بان‌ها  | دروازه‌بان‌ها |
| --------------------- | ----------- | -------------------- | --------------- | ----------------- | ------------ | ----------- |
| ۱                     | ایتالیا     | پیترو تراچیانو       | ۸. مارس ۱۹۹۰    | ۲۰۱۹              | ۲۰۲۳         |             |
| مدافعان               |             |                      |                 |                   |              |             |
| ۲۸                    | آرژانتین    | لوکاس مارتینز کوارتا | ۱۰. مه ۱۹۹۶     | ۲۰۲۰              | ۲۰۲۵         |             |
| ۳                     | ایتالیا     | کریستیانو بیراگی     | ۱. سپتامبر ۱۹۹۲ | ۲۰۱۸              | ۲۰۲۴         |             |
| ۴                     | صربستان     | نیکولا میلنکوویچ     | ۱۲. اکتبر ۱۹۹۷  | ۲۰۱۷              | ۲۰۲۳         |             |
| ۱۵                    | صربستان     | الکسا ترزیچ          | ۱۷. اوت ۱۹۹۹    | ۲۰۱۹              | ۲۰۲۴         |             |
| ۲۳                    | ایتالیا     | لورنزو ونوتی         | ۱۲. آوریل ۱۹۹۵  | ۲۰۱۲              | ۲۰۲۴         |             |
| ۹۸                    | برزیل       | ایگور ژولیو          | ۷. فوریه ۱۹۹۸   | ۲۰۲۰              | ۲۰۲۴         |             |
| هافبک‌ها               |             |                      |                 |                   |              |             |
| ۵                     | ایتالیا     | جاکومو بوناونتورا    | ۲۲. اوت ۱۹۸۹    | ۲۰۲۰              | ۲۰۲۲         |             |
| ۸                     | ایتالیا     | ریکاردو ساپونارا     | ۲۱. دسامبر ۱۹۹۱ | ۲۰۱۸              | ۲۰۲۲         |             |
| ۱۰                    | ایتالیا     | گاییتانو کاستروویلی  | فوریه ۱۹۹۷      | ۲۰۱۷              | ۲۰۲۴         |             |
| ۱۴                    | ایتالیا     | یوسف مالح            | ۲۲. اوت ۱۹۹۸    | ۲۰۲۱              | ۲۰۲۴         |             |
| ۳۲                    | غنا         | آلفرد دانکن          | ۱۰. مارس ۱۹۹۳   | ۲۰۲۰              | ۲۰۲۴         |             |
| ۳۴                    | مراکش       | سفیان امرابط         | ۲۱. اوت ۱۹۹۶    | ۲۰۲۰              | ۲۰۲۴         |             |
| مهاجمان               |             |                      |                 |                   |              |             |
| ۹                     | برزیل       | آرتور کابرال         | ۲۵. آوریل ۱۹۹۸  | ۲۰۲۲              | ۲۰۲۶         |             |
| ۱۱                    | فرانسه      | ژوناتان آیکونه       | ۲. مه ۱۹۹۸      | ۲۰۲۲              | ۲۰۲۶         |             |
| ۲۲                    | آرژانتین    | نیکولاس گنزالس       | ۶. آوریل ۱۹۹۸   | ۲۰۲۱              | ۲۰۲۶         |             |
| ۳۳                    | ایتالیا     | ریکاردو سوتیل        | ۳. ژوئن ۱۹۹۹    | ۲۰۱۸              | ۲۰۲۴         |             |
| ۹۱                    | روسیه       | الکساندر کوکورین     | ۱۹. مارس ۱۹۹۱   | ۲۰۲۱              | ۲۰۲۴         |             |
| تا تاریخ ۳ فوریه ۲۰۲۲ |             |                      |                 |                   |              |             |